# Chorwacki Demokratyczny Sojusz Slawonii i Baranji
Chorwacki Demokratyczny Sojusz Slawonii i Baranji (chorw. Hrvatski demokratski savez Slavonije i Baranje, HDSSB) – chorwacka regionalna partia polityczna o profilu prawicowym z siedzibą w Osijeku, działająca od 2006 i funkcjonująca na obszarze Slawonii i Baranji.

## Historia
Początki ugrupowania wiążą się z regionalnym rozłamem w ramach Chorwackiej Wspólnoty Demokratycznej (HDZ), kiedy to w 2005 grupa działaczy (m.in. Branimir Glavaš) powołała polityczną organizację pod nazwą Chorwackie Demokratyczne Zgromadzenie Slawonii i Baranji. Lider tej inicjatywy został usunięty z HDZ, podążyła za nim znaczna część członków regionalnej organizacji partii, a ich niezależny komitet wyborczy odniósł zwycięstwo w wyborach samorządowych w regionie. 6 maja 2006 oficjalnie założono nowe ugrupowanie, na czele którego stanął Vladimir Šišljagić.
HDSSB wystartował samodzielnie w wyborach parlamentarnych w 2007 (w dwóch okręgach), uzyskując 1,8% głosów i wprowadzając 3 swoich przedstawicieli do Zgromadzenia Chorwackiego VI kadencji. Ugrupowanie w wyborach parlamentarnych w 2011 również wystawiło listy wyborcze w dwóch okręgach, otrzymując około 3% głosów w skali kraju i zdobywając tym razem 6 mandatów poselskich. W 2015 reprezentacja poselska sojuszu zmniejszyła się do 2 osób. W przedterminowych wyborach w 2016 partia wprowadziła tylko 1 posła do Zgromadzenia Chorwackiego kolejnej kadencji. W 2020 członek HDSSB Josip Salapić uzyskał mandat poselski z ramienia HDZ.